# Molino de la Aceña
El molino de la Aceña es un antiguo molino hidráulico ubicado en la villa segoviana de Cuéllar (España). 

Se desconoce la fecha en que fue construido; formó parte del grupo de molinos que la villa y su Comunidad de Villa y Tierra utilizó durante siglos para la molienda del cereal.
Está situado en el camino del llamado del Molino, en término de Cuéllar, dejó de funcionar en los años 1950 y en la actualidad es de propiedad privada. Dentro de las edificaciones que se conservan, se hallan restos de los muros, cubiertos de vegetación, entre la que se averigua un cárcavo de medio punto, de fábrica de mampostería.